# 布劳利 (加利福尼亚州)
布劳利（英語：Brawley），是美国加利福尼亚州因皮里尔县下属的一座城市。建市于1908年4月6日，面积大约为7.68平方英里（19.9平方公里）。根据2010年美国人口普查，该市有人口24,953人。